# Diriliş Ertuğrul
Diriliş Ertuğrul (deutsch: Die Auferstehung des Ertugrul, Auferstehung: Ertugrul) ist eine türkische Fernsehserie, die die Geschichte des oghusischen Clanführers Ertuğrul Gazi erzählt, dessen Sohn das Osmanische Reich gründete. Die Erstausstrahlung der Serie erfolgte am 10. Dezember 2014 auf dem türkischen Fernsehsender TRT 1.

## Handlung
Die Geschichte spielt sich im Anatolien und Vorderasien des 13. Jahrhunderts ab. Der Kayı-Stamm, einer von vielen oghusischen Stämmen, ist auf der Suche nach einem neuen Siedlungsplatz. Die Stämme stehen im Krieg mit den Mongolen, die in Zentralasien die Vorherrschaft errungen haben. Ertuğrul ist der Sohn von Sulaiman Schah, dem „Bey“ des Kayı-Stammes.

## Staffelübersicht
1. Staffel
Die erste Staffel handelt vom Kampf zwischen den Kreuzrittern und den Beschützern der heiligen Reliquien (Kutsal Emanet). Als er eines Tages mit seinen treuen Gefolgsmännern auf die Jagd geht, treffen sie auf eine Gruppe von Tempelrittern mit drei Gefangenen, die erfolglos versuchen, vor den Kreuzrittern zu fliehen.
Ertuğrul und seine Soldaten befreien die Gefangenen und bringen sie zu ihrem eigenen Stamm. Nach einer Weile stellt sich heraus, dass die drei Bruder, Neffe und Nichte des seldschukischen Sultans sind. Durch ihre Befreiung ist der Kayı-Stamm nun auch noch in Konflikt mit dem Templerorden geraten. Und auch das Seldschukenreich droht mit Krieg, wenn die Kayı die Angehörigen des seldschukischen Sultans nicht sofort zurückbringen.
Einige Stammesmitglieder des Kayı-Stammes fangen an, Sulaiman Schah für die neuen Schwierigkeiten verantwortlich zu machen. Sein Bruder Kurdoğlu nutzt die Gelegenheit und versucht, selbst der Bey des Kayı-Stammes zu werden. Um vor den Feinden zu fliehen und so die Probleme des Stammes zu lösen, schickt Sulaiman Schah Ertuğrul nach Aleppo. Dort soll Ertuğrul eine Vereinbarung mit dem dortigen Sultan treffen.
2. Staffel
In der zweiten Staffel wandern die Kayı in die Nähe von Erzurum. Als die Kayı eine Rast eingelegt hatten, brachen Ertugrul und seine Frau Halime auf, um die Umgebung zu erkunden. Dabei erzählt Halime ihrem Mann, dass sie schwanger ist. Währenddessen wird der Großteil des Stammes durch einen mongolischen Überfall getötet. Die Überlebenden, unter denen sich auch die Mutter von Ertugrul befindet, suchen Schutz bei dem in der Nähe liegenden Stamm Dodurga, dessen Oberhaupt Ertuguls Onkel ist. Ertugrul und seine Frau Halime Hatun wurden von ebenfalls von Mongolen überfallen und zu ihrem Anführer Baiju Noyan gebracht. Seine Frau schafft es jedoch, durch Ertugruls Hilfe während des Überfalls zu fliehen und erreicht den letzten Standort des Kayı-Stammes, wo sie entsetzt den niedergebrannten und von Leichen übersäten Platz vorfindet. Sie geht weiter und nach kurzer Zeit trifft sie auf den Stamm Dodurga. Ertugrul muss sich währenddessen der Folter der Mongolen stellen, schafft es nach einiger Zeit jedoch zu fliehen. Der weitere Verlauf der Staffel handelt von den Verrätereien innerhalb der Stämme; insbesondere von jenen des seldschukischen Wesirs Emir Saadettin Köpek. Ertugrul stellt sich diesen Herausforderungen und gerät zudem mit dem mongolischen General Baiju Noyan in Konflikt, den er später besiegt. Am Ende der 2. Staffel zieht Ertugrul weiter nach Bilecik, um sich dort neuen Herausforderungen zu stellen.
3. Staffel
In der dritten Staffel befasst sich Ertugrul mit dem Cavdar-Stamm, dem mächtigsten Stamm in der westlichen Region Anatoliens. Die Cavdars werden von Candar Bey und seinen Kindern Ural, Aslihan und Aliyar geführt und sind sehr geschickt im Handeln. Nach der Eroberung des Hanli-Basars durch Ertugrul wird Ural Bey wegen seiner Rolle bei der Zerstörung von Eigentum, der Tötung der Ertugruler Alpen und der Tötung der Tekfur von Karacahisar zum Tode verurteilt. Mit der Hilfe von Emir Sadettin Köpek wird Ural befreit und sucht Hilfe bei Vasiliyus, dem neuen Kommandeur von Karacahisar, der einen blutigen Krieg mit den Türken anstrebt. Ertugrul verbündet sich mit Aliyar Bey, um Ural und Vasiliyus zu besiegen, aber Aliyar Bey stirbt auf dem Weg dorthin. Um seine Verbindungen zu den Cavdars zu festigen, bittet Ertugrul Turgut, Aslihan zu heiraten, der dies akzeptiert. Ertugrul wird auch der Titel Uc Bey von Sultan Alaeddin verliehen, der Köpek verärgert und verspricht, Ertugrul zu zerstören. Zusammen mit dem neuen Kommandeur von Karacahisar, Ares, stellt Köpek eine Falle für Ertugrul und tötet ihn scheinbar am Ende der Saison.
4. Staffel
Die Eroberung der Karacihasar Burg und viele andere Handlungsstricke.
5. Staffel
Seine Kinder sind mittlerweile größer und die Gefahren um Söğüt ebenfalls. Dragos ist sein neuer Feind, doch keiner weiß, wer er ist. Er lebt unter ihnen und setzt seine Pläne unentdeckt um. Die Mongolen sind eine noch größere Gefahr, doch Ertuğrul beugt sich ihnen nicht, wie sie es sich wünschen. So kommt es zu blutigen Kämpfen, und am Ende der Staffel kommt er zum Sieg, der den zukünftigen Gründer des osmanischen Reiches alle Türen öffnet.

## Einschaltquoten
Die Sendung kam insbesondere bei türkischen Zuschauern sehr gut an, sie hat nach Angaben des Produktionssenders TRT 1 „Rekordeinschaltquoten“. Außerdem wurde die Serie in 65 Länder exportiert. Angesichts der hohen Einschaltquoten bei arabischen Zuschauern kauften mehrere arabische Fernsehsender die Ausstrahlungsrechte. Nach Angaben der türkischen Ratingagentur RTÜK schauen zwei von drei türkischen Fernsehzuschauern die Serie regelmäßig. Nach Angaben des Senders TRT 1 wird die Serie mit großem Interesse in Lateinamerika gesehen.
Im Jahr 2020 wird die Serie in Pakistan auf dem Sender Pakistan Television Corporation ausgestrahlt, wo sie sich, auch auf dem YouTube-Kanal, einer großen Beliebtheit erfreut.

## Produktion
Einige Teile der Diriliş Ertuğrul-Serie wurden in Istanbul um Beykoz und Riva gedreht. Resurrection Ertuğrul richtete für die erste Staffel zwei Plateaus für Riva und Beykoz Kundura Factory ein. Das Plateau in Riva wurde auf einer Gesamtfläche von 40.000 m² mit 35 nach dem Original gebauten Zelten errichtet. In der Beykoz Kundura-Fabrik wurden Aleppo, Aleppo-Palast, Versorgungsraum, Gästezimmer, Korridore, Kerker, Karatoygar-Raum, Seldschuken-Pavillon, Tempelhallen und -räume, Lodges und Zelt-Innenräume auf einer geschlossenen Fläche von 6.000 m² errichtet. In der Kundura-Fabrik wurde der Aleppo-Basar, das Festungsinnere, das Zeltinnere von Süleyman Shah, das Verlies, der Korridor und der Altar des Tempels auf einer Freifläche von 5.000 m² errichtet.

## Vorbereitungen
Die Vorbereitungen für die Serie begannen im Februar 2014. In fünf Monaten sind die Geschichten und Zeichnungen bereit gewesen. Gambat aus der Mongolei ließ drei Monate lang Zeichnungen anfertigen. Die Teams haben im Mai 2014 ihre Arbeit aufgenommen. Das Dekorations- und Kunst-Team bestand aus sechzig Personen und arbeitete 4 Monate für die erste Folge. 4.000 Quadratmeter Stoff wurden für Kostüme und Dekor verwendet. Die Darsteller der Serie nahmen 3 Monate Reit-, Schwertkampf- und Bogenschieß-Unterricht. Für die Choreographie der Serie war das spezielle Choreographie-Team Nomad aus Kasachstan zuständig, welches für die weltberühmten Filme Hell of Angels 2, 47 Ronin und Conan-der-Barbar-Filme zuständig war. Nomad trainierte sowohl die Schauspieler als auch die Pferde und choreografiert die Kämpfe. Die in der Serie verwendeten Pferde wurden ebenfalls gekauft und speziell ausgebildet. Gazellen, Schafe, Ziegen, Nachtigallen und Rebhühner gehörten ebenfalls zum Set. Die Drehzeit der ersten Episode betrug etwa einen Monat.

## Kritik
Die Serie erhielt überwiegend positive Kritiken. So erhält die Serie bei IMDb eine Durchschnittswertung von 7,5 von 10 möglichen Punkten.
Einige Zeitschriften wie die TAZ oder die Süddeutsche Zeitung werfen der Serie vor, sie werde als Instrument der Erdogan-Regierung missbraucht, um die historische Geschichte des Osmanischen Reichs zu verherrlichen und für politische Zwecke zu gebrauchen:

„Dass derartige historische Serien gut ankommen, könnte damit zusammenhängen, dass viele Türken sich bis heute nicht wirklich mit der Republik Atatürks anfreunden können. Die Serien spiegeln den sehnsüchtigen Wunsch, in glorreiche osmanische Zeiten zurückzukehren. Es ist der wunde Punkt des nationalistisch-konservativen Teils der türkischen Bevölkerung.
Bei derart hohen Zuschauerzahlen ist auch die Serienlandschaft für die türkische Regierung enorm wichtig. Und so überrascht es nicht, dass zahlreiche Serien auf dem staatlichen Sender TRT bereits seit Jahren Aspekte der Regierungsagenda vermitteln – und die Bevölkerung auf Umbrüche und Krisenzeiten vorbereiten.
Bei „Diriliş Ertuğrul“ war das so effektiv wie bislang in keiner anderen Serie. Je populärer die Serie wurde, desto öfter wurden auch politische Botschaften der AKP-Regierung vermittelt. Nachdem Staatspräsident Erdoğan im Juni 2015 die Schauspieler persönlich am Set besuchte, wurde er fortan mit der Serie sinnbildhaft in Verbindung gebracht. Erdoğans Auftritte und Videos wurden zahlreich mit dem markanten Soundtrack der Serie unterlegt. Klänge einer zentralasiatischen Dombra, eines Zupfinstruments, das an die Wurzeln des türkischen Volkes erinnert und einen mitreißenden Charakter hat.“

„Das türkische Staatsfernsehen TRT steht schon seit Langem in der Kritik, ein Sprachrohr der Regierung zu sein. Die türkische Gewerkschaft für Medienkommunikation- und Postmitarbeiter Haber-Sen etwa beschwerte sich schon 2014 bei der türkischen Regulierungsbehörde für den Rundfunk (RTÜK), weil TRT während des Wahlkampfs Partei für Erdoğans AKP ergriff. Serien wie Payitaht Abdülhamid oder auch Diriliş Ertuğrul (Auferstehung Ertuğruls) versuchen gar nicht erst, diese Kritik zu widerlegen. In Letzterer geht es um die vorosmanische Geschichte: Ertuğrul Gazi und sein Stamm kämpfen gegen die Grausamkeiten der christlichen Byzantiner und Tempelritter.“